# Føroya Tele
Føroya Tele [førja ˈteːle] (forkortet FT) er det offentligt ejede telekommunikationsselskab på Færøerne. Det har ca. 230 ansatte og en årsomsætning på omkring 300 millioner kroner. Hovedsædet ligger i Thorshavn.
Føroya Tele havde i 2005 19.286 fastnet og 32.763 mobiltelefonkunder (i en befolkning på dengang ca. 48.000).

## Koncern
Det statslige Telefonverk Føroya Løgtings blev i 1998 overført til et offentligt ejet aktieselskab. Færøernes landsstyre ejede 100 % af aktierne. I 1997 blev en ny telekommunikationslov vedtaget, der åbnede for privat ejerskab.
30. juni 2005 blev Føroya Tele opdelt i flere datterselskaber . Heriblandt FT Net (internet), FT Samskifti (telekommunikation, kundeservice), Televarpið (DVB-T, IPTV) og Faroese Telecom International, der tager sig af det internationale marked.
Sammen med dagbladet Sosialurin driver Føroya Tele internetportalen portal.fo, der er den mest besøgte færøske website. I 2018 skiftede FT Net navn til NET.

## Historie
1905 den første telefonlinje etableret på Færøerne. Olavi á Heygum fra Vestmanna præsenterede forbindelsen mellem sin bygd og hovedstaden Tórshavn. Allerede året efter overtog Lagtinget denne linje. Det nationale teleselskab blev tildelt det danske navn Færøernes Amtsommunes Telefonvæsen, senere omdøbt til Telefonverk Føroya Løgtings (i daglig tale Televerket) efter etableringen af hjemmestyret.
I 1930 blev telefonnettet forbundet til alle byer i Færøerne. Fra Suðuroy eksisterede oprindeligt dog kun en radioforbindelse med resten af landet. Fra 1954 var der en radioforbindelse med Danmark, men kun på én kanal. 1961 forbedredes situationen med søkablet SCOT ICE mellem Skotland, Færøerne og Island (nedlagt 1988).
I 1971 fulgte søkablet Shefa til Shetlandsøerne som et joint venture mellem Post og Telegrafvæsenet og British Post Office. Så den første telefonforbindelse til udlandet var muligt.
I 1987 blev satellitmodtageren i Tórshavn sat i drift. Denne satellitradio var tænkt som en sikring mod svigt i kabelnettet. Imidlertid kom langt de fleste opkald derefter via kablet.
1993-1994 den transatlantiske fiberoptiske kabel CANTAT-3 fra Canada til Europa blevet udvidet med grene til Island og Færøerne. Kablet kommer i land i Tjørnuvík på den nordlige del af øen Streymoy. Derfra blev et 53 km langt fiberoptisk kabel fra Bergland knyttet til Tórshavn. I november 1994 blev CANTAT-3 stationen sat i drift på Færøerne. Således blev de tilsluttes direkte til det amerikanske kontinent for første gang.
Siden 1998 er telefonnettet fuldt digitaliseret, og der er en landsdækkende GSM-netværk til mobiltelefoni.
ADSL er blevet endnu bedre og små øer generelt tilgængelige efter FARICE-1 kabel mellem Færøerne og Island kom i drift i 2004. CANTAT-3-kablet har siden kun været brugt som en "backup", fordi det ikke længere opfylder nutidens krav til datamængder.
I sommeren 2007 blev et andet undersøisk kabel, Shefa-2 knyttet fra Færøerne til Shetland og Orkney i Skotland. Føroya Tele var ansvarlig og gav Shetland og Orkney den første bredbåndsadgang til internettet - længe før den britiske BT var i stand til at løse dette.
I dag siger Føroya Tele om sig selv, at telekommunikation er på et niveau, der kan måles med de mest avancerede lande i Europa.